# 빌헬름 렘브루크

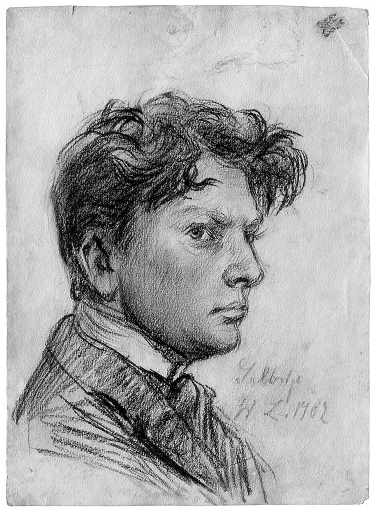
1902년 자화상

빌헬름 렘브루크(Wilhelm Lehmbruck, 1881년 1월 4일 ~ 1919년 3월 25일)는 독일의 조각가이다.
렘브루크는 바를라흐와 같이 독일 표현주의에 친근성을 가졌다. 독일 뒤스부르크에서 태어났다. 1901년부터 1907년까지 뒤셀도르프 아카데미에서 배웠고 1910년에서 1914년까지 파리에 체재하면서 마욜, 로댕 및 브랑쿠시의 작품에서 영향을 받았다. 또 아르키펜코와 친교를 맺어 그 우정은 평생 계속되었다. 렘브루크의 특색은 특히 마욜에 가까운 명석한 형태감을 고딕풍(風)의 수직의 질서에 따라 조형한 점이다.
독일의 젊은 세대나 친구인 아르키펜코도 그의 영향을 받았으나 그가 실제적으로 제작 활동에 종사한 것은 1911년 이후 겨우 9년간에 불과하였는데 그는 많은 가능성을 남긴 채 1919년 베를린에서 가스 자살로 세상을 떴다. 그는 바를라흐와는 대조적으로 형태에 있어서 독일 조각을 근대의 레벨까지 끌어올린 공로자이기도 하다.